# 甘绩丕
甘绩丕（1905年11月12日—1978年），号鉴斌，四川省荣昌县人，曾任自贡市市长。
1945年5月，甘绩丕出任自贡市国民政府市长，实为中共安插到国民政府内的特务。到职后，即按行前中共川西特委通过民盟所作指示，开展策反、起义工作，为迎接解放军接管自贡做好一切准备。甘一方面注意依靠本地的的左派势力，争取和团结中间力量；一方面又利用市长的合法身份，同国民政府和国民党进行周旋。同年10月，中共组织派唐星平来自贡，与甘联系部署自贡的“和平解放”事宜。因当时白色恐怖严重，自贡市是国民党“戡乱应变”计划的重点区域，甘的宿舍旁就是特务机关。为安全保密起见，甘派徐至诚与之联系，并让徐沟通唐星平、甘绩丕和倾向进步的市警备司令部副司令杨续荣之间的关系。
甘绩丕反对国民党特务逮捕游行示威学生，1949年5月自贡学潮中，特委会提出要逮捕80多名学生和社会异见人士，甘绩丕借口“怕激起象1948年反饥饿、反内战、反迫害那样的上街大游行”，并以“全市学生都闹起学潮来，谁来承担责任”为托词，拒不批准特务大肆捕人。临近中共接管前夕，他打电话叫自贡市特委会秘书，释放了在狱中的王尧典、李亮辉等四名政治犯。
1949年11月中旬，甘绩丕在原慧生公园召开会议，研究加强城防工作，防止散兵、流氓扰乱社会治安，会上讨论了维持治安的具体办法，作出了国民党部队一律不得经过市区的决定。12月3日，人民解放军向川南挺进，占领了纳溪、合江，随后又占领了泸州。国军方负责人力图顽抗，甘绩丕劝他说：“不能打，要顾全盐场，使老百姓免遭涂炭。”军方负责人终于答应撤退队伍。12月4日晚，国民党自贡市警备司令卿云灿，率部向荣县方向撤退，后在乐山县太平寺起义。12月5日凌晨，因有关人员已向部队传达了甘市长、杨副司令“将枪倒背，不许抵抗，欢迎解放军入城”的命令，中共的人民解放军顺利进入自贡市。徐至诚代表甘绩丕、杨续荣到沿滩欢迎解放军。随后甘、杨率领市政府、各机关公务人员及军警，在市政府门外迎候人民解放军，宣布自贡市起义，参加起义者共约2700余人。此次"和平解放"，全市非常平静，社会秩序依旧，国军浑然不知自贡市已经被中共军方占领。这是继长沙解放后，社会秩序最好的一个城市。12月30日，西南军政委员会主席刘伯承颁令，任命甘绩丕为自贡市人民政府副市长。
1978年3月7日于四川泸州市家中因病去世。